# Suzanne Schiffman
Suzanne Schiffman (Paris, 27 de setembro de 1929 – Paris, 6 de junho de 2001) foi uma roteirista francesa.
Colaboradora costumeira de François Truffaut em seus últimos filmes e de Jacques Rivette.

## Filmografia parcial
- 1981 - A Mulher do Lado
- 1980 - Le dernier métro
- 1979 - Amor em Fuga
- 1977 - L'homme qui aimait les femmes
- 1976 - L'argent de poche
- 1975 - L'histoire d'Adèle H.

## Prêmios e indicações
Foi indicada ao Oscar de melhor roteiro original por A Noite Americana, junto com Jean-Louis Richard e François Truffaut. Premiada com o César em 1980 por Le dernier métro.